# ソティリオス・キルギアコス
ソティリオス・キルギアコス（Sotirios Kyrgiakos、Σωτήριος Κυργιάκος、1979年7月23日 - ）は、ギリシャ・トリカラ出身の元サッカー選手。元ギリシャ代表。選手時代のポジションはディフェンダー。

## 経歴

### クラブ
ギリシャの名門であるパナシナイコスFCのサッカーアカデミーでキャリアをスタート。レンジャーズFCでは2004-05シーズンのリーグ制覇、スコティッシュリーグカップの決勝で2ゴールを挙げるなどチームの主力として活躍した。2006年7月からアイントラハト・フランクフルトと2年契約を結ぶ。2008-09シーズンはAEKアテネFCへ移籍しギリシャに復帰。2009年8月には移籍金推定300万ユーロでリヴァプールFCへ移籍した。2011年7月にリヴァプールとの契約を1年延長したものの、8月にVfLヴォルフスブルクへ移籍した。2012年1月31日、サンダーランドAFCへレンタル移籍。
2013年夏にヴォルフスブルクを退団してからは無所属の状態が続いたが、2014年3月2日、オーストラリアのセミプロリーグに所属しているシドニー・オリンピックFCにゲストプレイヤーとして加入した。

### 代表
ギリシャ代表にも2002年から招集されているが、ギリシャが優勝したEURO2004には怪我のため招集されなかった。その後は、EURO2008、2010 FIFAワールドカップではレギュラーとして活躍した。
しかし、2010年8月13日、突如代表引退を表明。理由はチームの内紛で、現在も無言の抗議を続けている。

## 所属クラブ
- パナシナイコスFC 1998-2004

→ アイオス・ニコラオスFC 1999-2001 (loan)
- レンジャーズFC 2004-2006
- アイントラハト・フランクフルト 2006-2008
- AEKアテネFC 2008-2009
- リヴァプールFC 2009-2011
- VfLヴォルフスブルク 2011-2013

→ サンダーランドAFC 2012 (loan)
- シドニー・オリンピックFC（英語版） 2014

## 代表歴

### 出場大会
- ギリシャ代表
  - 2010 FIFAワールドカップ

### 試合数
- 国際Aマッチ 61試合 4得点（2002年-2010年）[2]

| ギリシャ代表 | 国際Aマッチ | 国際Aマッチ |
| 年           | 出場        | 得点        |
| ------------ | ----------- | ----------- |
| 2002         | 5           | 0           |
| 2003         | 4           | 1           |
| 2004         | 0           | 0           |
| 2005         | 7           | 0           |
| 2006         | 8           | 0           |
| 2007         | 10          | 3           |
| 2008         | 12          | 0           |
| 2009         | 9           | 0           |
| 2010         | 6           | 0           |
| 通算         | 61          | 4           |

## タイトル

### クラブ
パナシナイコスFC
- ギリシャ・スーパーリーグ：2003-04
- キペロ・エラーダス：2004

レンジャーズFC
- スコティッシュ・プレミアリーグ：2005
- スコティッシュリーグカップ：2005